# Lenin López Nelio
Lenin López Nelio López (Juchitán de Zaragoza, Oaxaca). Es un político mexicano, miembro del Partido de la Revolución Democrática, ha sido Diputado al Congreso de Oaxaca y candidato de su partido a Presidente Municipal de Oaxaca de Juárez en 2007.
Lenin López Nelio es hijo de Daniel López Nelio, uno de los miembros fundadores de la Coalición Obrera, Campesina, Estudiantil del Istmo (COCEI) y senador por Oaxaca de 2000 a 2004, año en que murió, fue elegido Diputado al Congreso de Oaxaca para el periodo de 2004 a 2007 y en 2007 buscó ser candidato a Presidente Municipal de Oaxaca por una colación que incluyera a su partido, el PRD, y además al Partido del Trabajo y Convergencia, sin embargo, se enfrentó por la candidatura con el diputado federal de Convergencia Humberto López Lena, que finalmente no permitió la coalición, siendo postulado solo por el PRD, mientras López Lena fue designado candidato de Convergencia.
En las elecciones del 7 de octubre de 2007, según los resultados del PREP, Lenin López Nelio obtuvo 5,041 votos, lo que le dio el cuarto lugar de las preferencias electorales por detrás de los candidatos del PRI, Convergencia y del PAN, ante ello, Lenin López Nelio acusó al excandidato presidencial del PRD, Andrés Manuel López Obrador, de haber traicionado a su partido por haber hecho campaña a favor de Humberto López Lena, en contra del candidato de su partido.